# Lee Radziwill
Caroline Lee Radziwill (de soltera Bouvier; Southampton, Nueva York, 3 de marzo de 1933-Nueva York, 15 de febrero de 2019) fue una socialite, actriz y escritora estadounidense. Su hermana mayor era Jacqueline Kennedy Onassis, que fue desde 1961 a 1963 primera dama de los Estados Unidos.

## Biografía

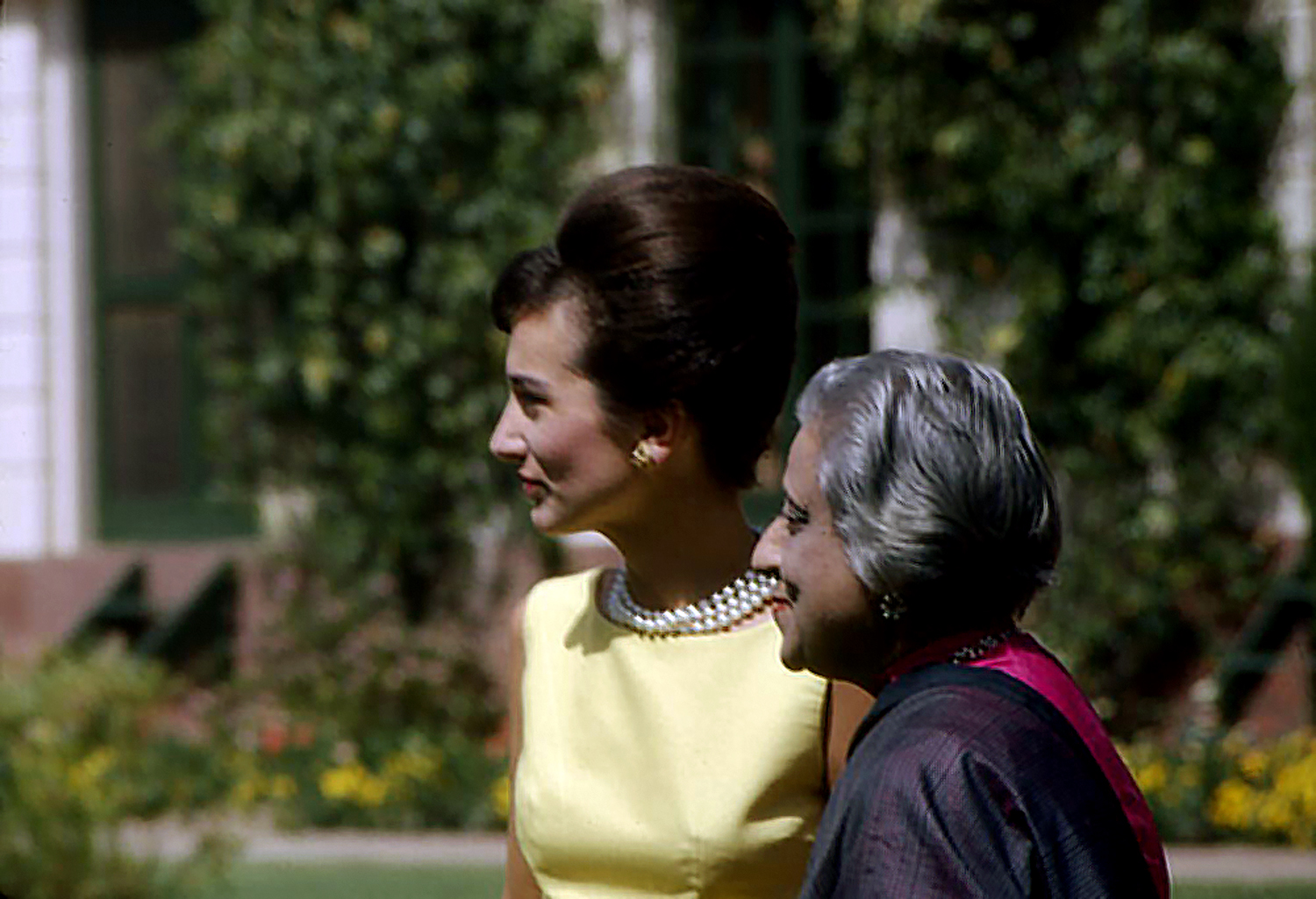
Radziwill con en en India en 1962.

Nació el 3 de marzo de 1933 en Southampton, estado de Nueva York. Sus padres eran John Vernou Bouvier III (1891-1957), un banquero neoyorquino con raíces irlandesas y francesas, y Janet Norton Lee (1907-1989), que se habían casado en 1928. Su hermana Jacqueline había nacido en 1929, siendo cuatro años mayor que Lee. El nombre de soltera de Lee Radziwill es "Caroline Lee Bouvier". Sus padres le dieron el nombre de "Lee" por su abuelo James T. Lee, padre de Janet.
En 1953 se casó con Michael T. Canfield (oficialmente, hijo de Cass Canfield, un importante editor estadounidense y, probablemente, hijo de Jorge de Kent, hijo menor de Jorge V del Reino Unido, y Kiki Preston también llamada Alice Gwynne) y se divorciaron seis años después.
El 19 de marzo de 1959, Lee contrajo matrimonio con Stanisław Albrecht Radziwiłł, un príncipe polaco-lituano que nació el 21 de julio de 1914 en Szpanów, Polonia. Stanisław se había separado de su segunda esposa Grace Kolin para poder casarse con ella. Tuvieron dos hijos: Anthony Radziwiłł (nacido el 4 de agosto de 1959 en Lausanne, Suiza) y Anna Christina Radziwiłł (nacida el 18 de agosto de 1960 en Nueva York). La pareja vivía principalmente en Inglaterra, a dos calles del palacio de Buckingham.
Stanisław y Lee se divorciaron en 1974 y él murió el 27 de julio de 1976 en Londres.
Cinco años después, Lee se comprometió con Newton Cope, pero el matrimonio fue cancelado cinco minutos antes del inicio de la ceremonia.
El 23 de septiembre de 1988, Lee se casó con Herbert Ross, un escenógrafo al que había conocido trabajando para Armani. Se separaron en 1999 y se divorciaron en 2001.
En los años 60, Lee trabajó en varias películas como actriz sin mucho éxito, a pesar de la publicidad internacional que otorgaban sus participaciones. Posteriormente, se dedicó a la fotografía, pero tampoco tuvo éxito en este campo.
Su hijo Anthony murió el 10 de agosto de 1999 de cáncer, menos de un mes después que su primo John F. Kennedy, Jr.
En 2003, Lee publicó su libro Tiempos felices ("Happy Times").